# Abdulbasit Hindi
Abdulbasit Hindi (Abu 'Arish, 2 febbraio 1997) è un calciatore saudita, difensore dell'Al-Ettifaq.